# Carlos Slim Helú
Carlos Slim Helú (Ciudad de México, 28. siječnja 1940.) meksički je poduzetnik.

## Život

### Mladost
Carlos Slim Helú je rođen 1940. godine u Ciudad de Méxicu. Porijeklom je njegova obitelj iz Libanona. Uz dozvolu oca (Yusef Salim) sa 17 godina zarađuje svoj prvi novac na burzi i tako postaje milijunaš u pesosima. Njegova strategija je bila ta, da je kupovao tvrtke na rubu propasti i kasnije ih pretvori u profitabilne.

### Obitelj
Supruga Soumaya Domit umrla je 1999. godine. Njegova tri sina rade unutar Grupo Carso koncerna.

## Karijera
Od 1980-ih godina, Slim je izgradio svoje poslovno carstvo pod imenom Grupo Carso. Između ostalog, on je kupio lanac tabačnih trgovina, ljekarne, restorane, lanac suvenirnica Sanborn, meksički dio američkog maloprodajnog lanca Searsa te Condumex, proizvođača auto dijelova. 
Osim toga, on je uspostavio važne kontakte s političkim vrhom Meksika. Kada predsjednik Carlos Salinas privatizirao 1990. godine državno poduzeće telekomunikacija, Telmex, onda je dobio konzorcij na čelu sa Slimom (uključujući SBC Communications i France Telecom) ugovor po vrlo niskoj cijeni za samo 1,8 milijardu američkih dolara.